# Karczemka Kierzkowska
Karczemka Kierzkowska (kaszb. Kiérzkòwskô Karczémkô) – część wsi Kierzkowo w Polsce, położona w województwie pomorskim, w powiecie wejherowskim, w gminie Choczewo, na obszarze Pobrzeża Kaszubskiego. Jest ona częścią składową sołectwa Kierzkowo.
W latach 1975–1998 Karczemka Kierzkowska administracyjnie należała do województwa gdańskiego.